# Ҷ (слово ћирилице)
Ҷ ҷ (Ҷ ҷ; укосо: Ҷ ҷ) је слово ћириличног писма. Зове се Ч са силазницом. Његов облик је изведен од ћириличног слова Ч (Ч ч).
У систему романизације ISO 9, Ҷ се пресловљава латиничним словом C са седилом (Ç ç).

## Коришћење
Ҷ се користи у писмима следећих језика:
| Језик         | Изговор                                                             | Романизација |
| ------------- | ------------------------------------------------------------------- | ------------ |
| Абхаски језик | посталвеоларна избачајна африката                                   | č̢            |
| Таџички језик | звучна посталвеоларна африката, попут изговора слова ⟨џ⟩ у "џемпер" | ç, j         |

Ч са силазницом одговара у другим ћириличним писмима диграфима ⟨дж⟩ или ⟨чж⟩, или следећим словима:
• Ҹ ҹ : Ч са вертикалним потезом.
• Џ џ : Џ;
• Ӌ ӌ : Какашко Џ;
• Ӂ ӂ : Ж са бревом;
• Ӝ ӝ : Ж са дијарезом;
• Җ җ : Ж са силазницом.

## Рачунарски кодови
| Знак                      | Ҷ                                          | Ҷ                                          | ҷ                                        | ҷ                                        |
| ------------------------- | ------------------------------------------ | ------------------------------------------ | ---------------------------------------- | ---------------------------------------- |
| Назив у Уникоду           | CYRILLIC CAPITAL LETTER CHE WITH DESCENDER | CYRILLIC CAPITAL LETTER CHE WITH DESCENDER | CYRILLIC SMALL LETTER CHE WITH DESCENDER | CYRILLIC SMALL LETTER CHE WITH DESCENDER |
| Врста кодирања            | децимална                                  | хексадецимална                             | децимална                                | хексадецимална                           |
| Уникод                    | 1206                                       | U+04B6                                     | 1207                                     | U+04B7                                   |
| UTF-8                     | 210 182                                    | D2 B6                                      | 210 183                                  | D2 B7                                    |
| Нумеричка референца знака | &#1206;                                    | &#x4B6;                                    | &#1207;                                  | &#x4B7;                                  |

## Слична слова
• Ҹ ҹ : Ч са вертикалним потезом.
• Џ џ : Ћириличко слово Џ.
• Ӌ ӌ : Ћириличко слово Какашко Џ.
• Ӂ ӂ : Ћириличко слово Ж са бревом.
• Ӝ ӝ : Ћириличко слово Ж са дијарезом.
• Җ җ : Ћириличко слово Ж са силазницом.
• Ģ ģ : Латиничко слово  Ģ.
• Dž dž : Латиничко дијаграф D и Z са кароном.
• Ч ч : Ћириличко слово Ч.
• Ж ж : Ћириличко слово Ж.
• Č č : Латиничко слово C са кароном.
• Ž ž : Латиничко слово Z са кароном.